# Новоіванівка (Запорізький район)
Новоіва́нівка — село в Україні, у Комишуваській селищній громаді Запорізького району Запорізької області. Населення становить 822 особи. До 2016 року орган місцевого самоврядування — Новоіванівська сільська рада.

## Географія
Село Новоіванівка розташоване за 50 км від обласного та районного центру, 14 км від адміністративного центру селищної громади, за 33 км на північ від міста Оріхів. Сусіднє село — Кущове (за 2 км). Найближча залізнична станція Фісаки (за 13 км). Селом тече річка Мокра Комишуватка.

## Історія
Село засноване у 1869 році вихідцями із села Жеребця (нині — Таврійське).
7 (20) листопада 1917 року, відповідно до Третього Універсалу Української Центральної Ради, увійшло до складу Української Народної Республіки.
10 серпня 2016 року Новоіванівська сільська рада, в ході децентралізації, увійшла до складу Комишуваської селищної громади.
12 червня 2020 року, відповідно до розпорядження Кабінету Міністрів України від № 713-р «Про визначення адміністративних центрів та затвердження територій територіальних громад Запорізької області», село увійшло до складу Комишуваської селищної громади.
19 липня 2020 року, в результаті адміністративно-територіальної реформи та ліквідації Оріхівського району, село увійшло до складу Запорізького району.

## Економіка
- ТОВ «Довіра».

## Об'єкти соціальної сфери
- Середня загальноосвітня школа.
- Дитячий дошкільний навчальний заклад.
- Будинок культури.
- Лікарня.

## Пам'ятки
- В селі знаходиться братська могила 95-ти радянських воїнів, що загинули у роки Другої світової війни та монумент воїнам-односельцям.
- На північ від села розташований ландшафтний заказник місцевого значення «Балка Новоіванівська»[4].